# Lista de țări asiatice după PIB
Aceasta e o listă de țări asiatice ordonate după produsul intern brut (PIB) nominal.
| Poziția | Țara/Teritoriu                     | PIB în 2024 (nominal) în miliarde de dolari |
| ------- | ---------------------------------- | ------------------------------------------- |
| —       | Asia                               | 42.72 mii de miliarde                       |
| 1       | China                              | 18.53 mii de miliarde                       |
| 2       | Japonia                            | 4.07 mii de miliarde                        |
| 3       | India                              | 3.88 mii de miliarde                        |
| 4       | Coreea de Sud                      | 1.76 mii de miliarde                        |
| 5       | Indonezia                          | 1.47 mii de miliarde                        |
| 6       | Turcia                             | 1.3 mii de miliarde                         |
| 7       | Arabia Saudită                     | 1.11 mii de miliarde                        |
| 8       | Taiwan                             | 803.0 miliarde                              |
| 9       | Thailanda                          | 548.9 miliarde                              |
| 10      | Israel                             | 530.6 miliarde                              |
| 11      | Emiratele Arabe Unite              | 527.8 miliarde                              |
| 12      | Singapore                          | 525.2 miliarde                              |
| 13      | Filipine                           | 471.5 miliarde                              |
| 14      | Vietnam                            | 465.8 miliarde                              |
| 15      | Bangladesh                         | 451.16 miliarde                             |
| 16      | Malaysia                           | 445.5 miliarde                              |
| 17      | Iran                               | 434.8 miliarde                              |
| 18      | Hong Kong, China (SAR)             | 401.5 miliarde                              |
| 19      | Pakistan                           | 374.5 miliarde                              |
| 20      | Kazahstan                          | 292.8 miliarde                              |
| 21      | Irak                               | 265.6 miliarde                              |
| 22      | Qatar                              | 223.3 miliarde                              |
| 23      | Kuwait                             | 184.8 miliarde                              |
| 24      | Oman                               | 114.7 miliarde                              |
| 25      | Uzbekistan                         | 101.8 miliarde                              |
| 26      | Turkmenistan                       | 91.1 miliarde                               |
| 27      | Sri Lanka                          | 85.4 miliarde                               |
| 28      | Azerbaidjan                        | 80.9 miliarde                               |
| 29      | Myanmar                            | 68.3 miliarde                               |
| 30      | Macao (SAR)                        | 54.7 miliarde                               |
| 31      | Iordania                           | 53.6 miliarde                               |
| 32      | Bahrain                            | 46.8 miliarde                               |
| 33      | Nepal                              | 46.1 miliarde                               |
| 34      | Cambodia                           | 45.2 miliarde                               |
| 35      | Liban                              | 38.1 miliarde                               |
| 36      | Cipru                              | 34.3 miliarde                               |
| 37      | Georgia                            | 36.6 miliarde                               |
| 38      | Armenia                            | 27.5 miliarde                               |
| 39      | Coreea de Nord                     | 24.5 miliarde                               |
| 40      | Siria                              | 22.4 miliarde                               |
| 41      | Mongolia                           | 22.1 miliarde                               |
| 42      | Yemen                              | 21.9 miliarde                               |
| 43      | Autoritatea Națională Palestiniană | 19.8 miliarde                               |
| 44      | Laos                               | 19.1 miliarde                               |
| 45      | Brunei                             | 16.4 miliarde                               |
| 46      | Kârgâzstan                         | 13.7 miliarde                               |
| 47      | Tadjikistan                        | 13.2 miliarde                               |
| 48      | Maldive                            | 8.21 miliarde                               |
| 49      | Afganistan                         | 7.43 miliarde                               |
| 50      | Bhutan                             | 3.31 miliarde                               |
| 51      | Timorul de Est                     | 3.25 miliarde                               |